# Götz Werner

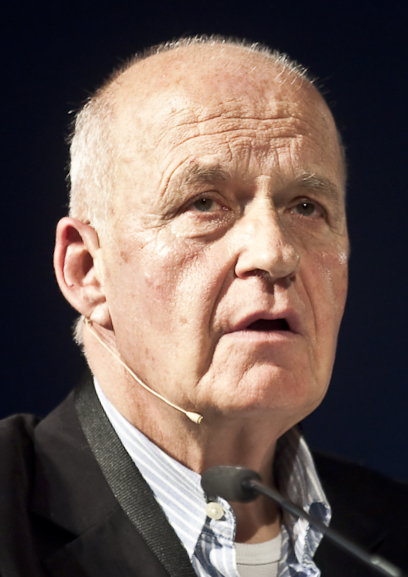
Götz Werner (2010)

Götz Wolfgang Werner (* 5. Februar 1944 in Heidelberg; † 8. Februar 2022 in Stuttgart) war ein deutscher Unternehmer, Gründer und Aufsichtsratsmitglied des Unternehmens dm-drogerie markt und 35 Jahre lang dessen Geschäftsführer. Werner war zudem Gründer der Initiative „Unternimm die Zukunft“ für ein bedingungsloses Grundeinkommen.

## Leben
Werner wurde als fünftes Kind einer Drogistenfamilie in dritter Generation geboren. Seine Mutter kam aus Preußen und hatte Psychologie studiert. Als begeisterter Ruderer gewann er 1963 den Deutschen Jugendmeistertitel im Doppelzweier. Werner war in zweiter Ehe verheiratet und hatte sieben Kinder. 
Werners ältester Sohn Christoph Werner (* 1972) ist seit 2019 Vorsitzender der dm-Geschäftsführung, zuvor war er beim Pharmakonzern GlaxoSmithKline in den USA tätig.

## Unternehmer
„In der Schule sitzengeblieben, nach elf Schuljahren abgegangen. Deutscher Jugendmeister im Rudern, Drogist gelernt, Prokurist geworden. Verstoßener Sohn. Realträumer. Gründer wider Willen.“

Nach der Mittleren Reife besuchte Werner eine Handelsschule in Konstanz, wo er von 1961 bis 1964 eine Drogistenlehre absolvierte. Danach erwarb er Berufspraxis in verschiedenen Handelsunternehmen. Schließlich trat er 1968 in das elterliche Drogeriegeschäft in Heidelberg ein. 1969 wechselte er zur Karlsruher Großdrogerie Idro der Firma Carl Roth. Nach der Reorganisation des Vertriebs schlug er der Geschäftsführung auch die Einführung des Discounter-Prinzips vor, jedoch mit einer kompetenten Kunden-Fachberatung. Seine Ideen wurden abgelehnt.
Werner verließ daraufhin seinen Arbeitgeber und machte sich selbständig. 1973 gründete er seine erste Drogerie in Karlsruhe. Der Name für das neue Unternehmen „dm“ ist die Abkürzung für „Drogeriemarkt“. Nach der Eröffnung einer zweiten Filiale fehlte ihm für eine weitere Expansion jedoch das Geld, sodass Günther Lehmann, damals Gesellschafter der Supermarktkette Pfannkuch, einsprang. Im Gegenzug bekam er 50 Prozent der Anteile am Unternehmen.
1976 expandierte Werner auf den österreichischen Markt. Werners früherer Ruderpartner Günter Bauer leitete dm-Österreich bis zu seinem Tod. 1978 existierten bereits mehr als 100 Filialen in Deutschland. Im Geschäftsjahr 2010/2011 gab es 2536 Filialen in elf europäischen Ländern. Das Unternehmen beschäftigt rund 36.000 Mitarbeiter, die 2010/11 einen Umsatz von mehr als 6 Mrd. Euro erwirtschafteten.
Werner zog sich Mitte Mai 2008 aus der operativen Geschäftsführung zurück und wechselte in den Aufsichtsrat. Nachfolger wurde sein damaliger Stellvertreter Erich Harsch, der zu diesem Zeitpunkt seit fast 27 Jahren für dm gearbeitet hatte.
Als Nachfolger von Reinhold Würth wurde Werner 2003 zum Professor des Instituts für Entrepreneurship am Karlsruher Institut für Technologie (ehemals Universität Karlsruhe (TH)) ernannt und war bis zum Ende seiner Professur am 30. September 2010 dort tätig. Seit 2011 war er Kurator am IFF Institut für Familienunternehmen in Stuttgart.
Von 2006 bis 2018 war Werner Präsident des EHI Retail Institute (EHI).
Werner gehörte laut Auskunft der Pressestelle von dm-drogerie markt bis zur Übernahme von Payback durch American Express 2011 zum Aufsichtsrat des Kundenbindungsprogramms Payback. Zudem war er Aufsichtsratsmitglied der Studierendengesellschaft Witten/Herdecke sowie der GLS Bank (2003–2015).

## Unternehmenskonzept
Zunächst ging Werner einen konventionellen Weg, indem er weitgehend das Discounter-Prinzip (Selbstbedienung, hohe Rabattsätze aufgrund von Großeinkäufen) des Lebensmittelhandels für den Drogeriemarkt übernahm. Anlass war 1973 die Aufhebung der Preisbindung für Drogerieprodukte. Diese innovative Betriebsform wurde mit steigender Expansion zunehmend bürokratischer und schwerfälliger. Anfang der 1990er Jahre änderte Werner schrittweise die interne Organisationsstruktur. Die Filialen erhielten zunehmend mehr Selbstverantwortung und Eigenkontrolle. Heute bestimmen die dm-Filialen vor Ort selbst ihr Sortiment, ihre Dienstpläne, zum Teil die Vorgesetzten und sogar die Gehälter. Dieser Gestaltungsspielraum der Mitarbeiter bei Entscheidungen ist nach Ansicht von Analysten der Grund für konkurrenzfähige niedrige Preise bei vielen Produkten sowie eine hohe Mitarbeiter- und Kundenzufriedenheit.
Seine besondere Art der Unternehmensführung erfuhr bundesweit Aufmerksamkeit. Die Anwendung eines betont unautoritären Führungskonzepts, der sog. Dialogischen Führung, stützt sich auf die Grundwerte von Verständnis und Respekt. Werner zog in seinem Unternehmen den Dialog der Anweisung vor. Einen seltenen Weg zur Förderung der betrieblichen Zusammenarbeit ging Werner, indem er auf eine „Offenheit für Neues“ bestand. Das Ungewöhnliche daran bestätigt u. a. eine arbeitspsychologische Studie, wonach die meisten Mobbing-Opfer „offen für neue Erfahrungen“ (gewesen) sind. Die Filialleiter von dm kamen am Anfang nur sehr schwer mit dieser Umstellung zurecht.
Werner war bekennender Anthroposoph und richtete seine Unternehmensphilosophie nach den Prinzipien von Persönlichkeitsentwicklung, Vertrauen und Kreativität aus. Daher sah er auch in seinen Mitarbeitern keine Personalkosten, sondern „Kreativposten“ mit „Mitarbeitereinkommen“. Prämien- und Bonussysteme betrachtete er als „permanentes Misstrauen“ gegenüber der Leistungsbereitschaft seiner Mitarbeiter. Dennoch wurde am Ende eines jeden Tertials eine sogenannte „Tertialabschlusszahlung“ (in variabler Höhe) an diejenigen Mitarbeiter ausgezahlt, deren Filiale das geplante Ziel erreicht oder überschritten hat.
Eine Besonderheit stellte auch sein Ausbildungskonzept dar, das mehrere Auszeichnungen erhielt. Alle Auszubildenden (von Werner „Lernlinge“ genannt) absolvierten während ihrer Ausbildung zwei Mal ein achttägiges Theaterprojekt. Mit Unterstützung von Profis sollten sie dadurch „Team- und Kommunikationsfähigkeit, Konfliktfähigkeit, die Fähigkeit, sich in andere Menschen hineinzuversetzen, zielgerichtetes wie situationsangemessenes und flexibles Handeln“ einüben. Ziel war es, sie mit einem Geschäftsmodell vertraut zu machen, das sich als „lernendes Unternehmen“ versteht, um wegen der sich permanent verändernden Marktbedingungen flexibel und effizient handeln zu können. Der passionierte Ruderer Werner veranschaulichte diese Situation mit einem „permanenten Wildwasser“.

## Politisches und soziales Engagement
Seit dem Jahr 2005 setzte sich Werner öffentlich für ein bedingungsloses Grundeinkommen in Deutschland ein. Die Anfänge seiner Ideen reichten bis ins Jahr 1982 zurück, als die Arbeitslosenzahl in der Bundesrepublik Deutschland einen bis dahin einmaligen Höchststand erreichte. Die Finanzierung des Grundeinkommens beruht demnach auf der allmählichen Abschaffung der Einkommensteuer und der gleichzeitigen Erhöhung der Mehrwertsteuer als „Konsumsteuer“ auf 100 Prozent. Im November 2005 gründete er dazu die Initiative „Unternimm die Zukunft“. Werner unterstützte die im Jahre 2016 neu gegründete Partei Bündnis Grundeinkommen (BGE) Die Grundeinkommenspartei und empfahl deren Wahl.
2008 wurde Werner als Gastprofessor im Fachbereich Wirtschaft der Alanus Hochschule für Kunst und Gesellschaft benannt und unterrichtete Studierende in den Bachelorstudiengängen „BWL – Wirtschaft neu denken“ und „Nachhaltiges Wirtschaften“.
Werner förderte kulturelle und soziale Projekte wie den Hermann-Hesse-Preis, ein Tageszentrum sowie eine Zufluchtsstätte für Straßenkinder in Alexandria, Ägypten, und kostenlose Musikkurse für Kinder. Am 16. August 2010 wurde bekannt, dass Werner seine Unternehmensanteile einer gemeinnützigen Stiftung überlasse. Laut Werners PR-Referent betreibt die Stiftung jedoch keinerlei Öffentlichkeitsarbeit. Über die gesetzlichen Verpflichtungen hinaus gibt es laut PR-Referent keine Veröffentlichungen über die Projekte, die von der Stiftung unterstützt werden.

## Auszeichnungen und Ehrungen
- 2004: Innovationspreis Ausbildung der IHK Stuttgart
- 2004: Initiativpreis Aus- und Weiterbildung des Deutschen Industrie- und Handelskammertag, der Otto-Wolff-Stiftung und der Zeitschrift Wirtschaftswoche
- 2005: ManagerAward des Bundesverband Deutscher Unternehmensberater
- 2007: Heckerhut des SPD-Kreisverbandes Konstanz
- 2008: Entrepreneur des Jahres in der Kategorie „Handel“ von Ernst & Young[31]
- 2008: Bundesverdienstkreuz I. Klasse (2004 bereits Bundesverdienstkreuz am Bande)
- 2010: Deutscher Handelspreis in der Kategorie „Lifetime Award“
- 2012: Aufnahme in die Hall of Fame des Manager Magazins; Laudatio des Philosophen Peter Sloterdijk über das Lebenswerk Werners[32]
- 2014: Deutscher Gründerpreis in der Kategorie Lebenswerk
- 2015: Erich-Fromm-Preis[33]
- 2015: Mercator-Professur[34]
- 2019: Verdienstorden des Landes Baden-Württemberg[35]

## Vermögen
2013 schätzte das Manager Magazin Werners Gesamtvermögen auf ca. 1,1 Milliarden Euro. Werner lag damit auf Platz 109 der 500 reichsten Deutschen.

## Schriften
- Wirtschaft – das Füreinander-Leisten, Antrittsvorlesung am 11. Mai 2004 vor der Fakultät für Informatik der Universität Fridericiana zu Karlsruhe (TH), Universitätsverlag, Karlsruhe 2004, ISBN 978-3-937300-35-1.
- Führung für Mündige. Subsidiarität und Marke als Herausforderungen für eine moderne Führung, Universitätsverlag, Karlsruhe 2006, ISBN 978-3-86644-009-8, doi:10.5445/KSP/1000004026.
- Ein Grund für die Zukunft: das Grundeinkommen. Interviews und Reaktionen, Freies Geistesleben, Stuttgart 2006, ISBN 3-7725-1789-7.
- Einkommen für alle. Der dm-Chef über die Machbarkeit des bedingungslosen Grundeinkommens, Kiepenheuer & Witsch, Köln 2007, ISBN 978-3-462-03775-3.
- mit André Presse (Hrsg.): Grundeinkommen und Konsumsteuer. Impulse für „Unternimm die Zukunft“, Tagungsband zum Karlsruher Symposium Grundeinkommen: Bedingungslos. Universitätsverlag, Karlsruhe 2007, ISBN 978-3-86644-109-5.
- mit Adrienne Goehler: 1000 € für jeden. Freiheit, Gleichheit, Grundeinkommen. Econ, Berlin 2010, ISBN 978-3-430-20108-7.
- mit André Presse: Die zivilisierte Marktwirtschaft und ihre Feinde. Zum bedingungslosen Grundeinkommen als Wirtschaftsbürgerrecht, In: M. Breuer, Ph. Mastronardi und B. Waxenberger (Hrsg.): Markt, Mensch und Freiheit. Wirtschaftsethik in der Auseinandersetzung, Haupt, Bern/Stuttgart/Wien 2009, ISBN 978-3-258-07509-9, S. 193–211.
- mit Claudia Cornelson: Womit ich nie gerechnet habe. Die Autobiographie, Berlin: Ullstein 2013, ISBN 978-3-430-20153-7.
- mit Peter Dellbrügger (Hrsg.): Wozu Führung? Dimensionen einer Kunst, KIT Scientific Publishing, Karlsruhe 2013, ISBN 978-3-7315-0116-9.
- mit Matthias Weik und Marc Friedrich: Sonst knallt’s!. Warum wir Wirtschaft und Politik radikal neu denken müssen, Eichborn Verlag, Frankfurt am Main 2017, ISBN 978-3-8479-0634-6.

## Filme
- Götz Werner: Grundeinkommen für alle. Dokumentarfilm, Deutschland, 2007, 43 Min., Regie: Christoph Schlee, Produktion: allmende film
- FREIgestellt, Dokumentarfilm mit Götz Werner, 2012, 90 Min, Regie: Claus Strigel, Produktion: Denkmal-Film
- Sie können auch anders – Unternehmer mit Ideen. Diskussion, Deutschland, 2008, 45 Min., mit Götz Werner, Wolfgang Grupp, Norbert Kunz und Ditmar Staffelt, Produktion: Phoenix, Erstausstrahlung: 30. April 2008, online-Video, Ankündigung (Memento vom 1. Mai 2008 im Internet Archive)
- Grundeinkommen. Film-Essay, Schweiz, 2008, 100 Min., Buch und Regie: Daniel Häni und Enno Schmidt, Produktion: unternehmen mitte, Filmausschnitte und online-Film, u. a. mit Götz Werner